# 大头洲 (万山群岛)
大头洲岛，原名“大流洲”，后把“流”讹误沿袭为“头”。是珠海市香洲區桂山鎮管辖的一座海岛。面积0.52km2。位于珠江口外。属于万山群岛。北距三角岛3.8km，南距东澳岛7.2km，东隔赤滩门距桂山岛11.5km，西北距澳门17.5km。